# Пинаев, Георгий Петрович
Гео́ргий Петро́вич Пина́ев (29 января 1929 года — 22 ноября 2013 года) — доктор биологических наук (1981), заслуженный деятель науки Российской Федерации (1985), профессор (1985).

## Биография
Работал в Институте Цитологии РАН; возглавлял ОКК (Отдел клеточных культур), который был создан в 1974 году профессором Г.П. Пинаевым по решению Отделения биохимии, биофизики и химии физиологически активных соединений РАН.

Создатель Российской коллекции клеточных культур (1978).
Важные научные вехи: цитофизиология сокращения, клеточной локомоции. Эндотелий и кератиноциты в культуре – такой интересный объект для изучения этих явлений и вдруг осознание, что их можно использовать. Конечно, важен своевременный запрос клиницистов. Вместе с военным комбустиологом Борисом Алексеевичем Парамоновым первые шаги в создании тканеинженерных эквивалентов кожи. Через несколько лет это направление станет одним из трендов прикладного вектора развития Отдела клеточных культур института цитологии и важной технологической победой в стране. Скрупулёзное, фундаментальное создание технологии – от выработки особой методики выделения коллагена для приготовления матрикса, до оценки синтетической активности клеток уже в тканеинженерном эквиваленте – труд большого коллектива, вдохновленного Георгием Петровичем.
Позднее перед отделом встал новый запрос от медиков (от начальника Военно-медицинской академии и министра здравоохранения Юрия Леонидовича Шевченко с его помощником проф. Сергеем Анатольевичем Матвеевым: возникла нужда в новых методах лечения хронической сердечной недостаточности, — а именно, в изготовлении биосовместимых сосудистых протезов с эндотелизированной внутренней поверхностью.
Это ещё конец 90-х годов, но уже выходят из печати первые публикации по экспериментальным и клиническим успехам в данной области вместе с военными врачами. Позже, дороги, как это часто бывает, разойдутся, но пока казалось, что возможно всё.
За ~двадцать лет работы по теме «ожоговая травма» было вылечено 500 обожжённых.
цитата:«– Есть ли у вашего института разработки, которые можно было бы внедрить в медицинскую практику?
– Конечно, есть. Это пласт кератиноцитов – верхний слой кожи, который можно использовать для заживления неглубоких ран. Есть ещё костный эквивалент для восстановления костной ткани при переломах. И сейчас мы работаем над созданием технологии, которая будет способствовать формированию сосудов в клеточных продуктах, которые имплантируются в места повреждений.
– Когда их начнут применять?
– Не знаю. У меня ощущение, что они никому не нужны, во всяком случае, нашему государству точно. Нам не дают финансирования даже на то, чтобы запустить опытное производство дермального эквивалента. С Военно-медицинской академией и Институтом скорой помощи им. Джанелидзе мы пролечили около 500 больных, но государство на это не выделило ни копейки. Дермальный эквивалент изготавливался за счет средств нашего института».

## Интересные факты
- Благодаря методике профессора удалось спасти женщину с ожогами 90% поверхности тела, с полным восстановлением кожного покрова.
- Балет в институте цитологии: с 1982 года в институте действует «Самодеятельный балет учёных Санкт-Петербурга»; во главе –маэстро– Заслуженный деятель культуры СССР профессор Г.П. Пинаев[2].